# 8.º governo da ditadura militar (Portugal)
O 8.º governo da Ditadura portuguesa, nomeado a 5 de julho de 1932 e exonerado a 11 de abril de 1933 com a adoção da Constituição de 1933 que instituiu o Estado Novo, foi o primeiro de três governos consecutivos liderados por António de Oliveira Salazar.
A sua constituição era a seguinte:
| Cargo                                         | Detentor | Detentor                                            | Período                                     |
| --------------------------------------------- | -------- | --------------------------------------------------- | ------------------------------------------- |
| Presidente do Ministério                      |          | António de Oliveira Salazar (1889–1970)             | 5 de julho de 1932 a 11 de abril de 1933    |
| Ministro do Interior                          |          | Albino dos Reis (1888–1983)                         | 5 de julho de 1932 a 11 de abril de 1933    |
| Ministro da Justiça e dos Cultos              |          | Manuel Rodrigues (1889–1946)                        | 5 de julho de 1932 a 11 de abril de 1933    |
| Ministro das Finanças                         |          | António de Oliveira Salazar (1889–1970)             | 5 de julho de 1932 a 11 de abril de 1933    |
| Ministro da Guerra                            |          | António de Oliveira Salazar (interino) (1889–1970)  | 5 de julho de 1932 a 6 de julho de 1932     |
| Ministro da Guerra                            |          | Daniel de Sousa (1867–1958)                         | 6 de julho de 1932 a 11 de abril de 1933    |
| Ministro da Marinha                           |          | Aníbal de Mesquita Guimarães (1882–1952)            | 5 de julho de 1932 a 11 de abril de 1933    |
| Ministro dos Negócios Estrangeiros            |          | César de Sousa Mendes (1885–1955)                   | 5 de julho de 1932 a 11 de abril de 1933    |
| Ministro dos Negócios Estrangeiros            |          | Aníbal de Mesquita Guimarães (interino) (1882–1952) | 5 de julho de 1932 a 28 de julho de 1932    |
| Ministro das Obras Públicas e Comunicações    |          | Duarte Pacheco (1900–1943)                          | 5 de julho de 1932 a 11 de abril de 1933    |
| Ministro das Colónias                         |          | Armindo Monteiro (1896–1955)                        | 5 de julho de 1932 a 11 de abril de 1933    |
| Ministro das Colónias                         |          | Manuel Rodrigues (interino) (1889–1946)             | 5 de julho de 1932 a 19 de setembro de 1932 |
| Ministro da Instrução Pública                 |          | Gustavo Cordeiro Ramos (1888–1974)                  | 5 de julho de 1932 a 11 de abril de 1933    |
| Ministro do Comércio, Indústria e Agricultura |          | Sebastião Ramires (1898–1972)                       | 5 de julho de 1932 a 11 de abril de 1933    |
|                                               |          |                                                     |                                             |
| Subsecretário de Estado das Finanças          |          | Artur Oliveira (1894–1978)                          | 5 de julho de 1932 a 11 de abril de 1933    |
| Subsecretário de Estado da Agricultura        |          | José Franco Frazão (1899–1963)                      | 8 de agosto de 1932 a 11 de abril de 1933   |